# Laquet des Guits
Pour les articles homonymes, voir Laquette.
Le laquet des Guits est un lac pyrénéen français situé administrativement dans la commune de Vielle-Aure dans le département des Hautes-Pyrénées en région  Occitanie.
C’est un lac naturel qui a une superficie de 0,8 ha pour une altitude de 2 257 m.

## Toponymie
En occitan,  guit signifie « canard ».

## Géographie
Le lac est situé en vallée de Port Bielh Bastan, en vallée d'Aure, dans la réserve du Néouvielle dans le sud du département français des Hautes-Pyrénées dans le massif du Néouvielle.

Il est entouré de nombreux lacs comme le lac de Bastan ou de Port-Bielh (2 285 m), le lac d'Aumar (2 192 m), le lac de l'Ile (2 278 m), le lac de l'Ours (2 238 m), le lac de l'Oule (1 819 m).

### Topographie
|                         | Lac de Gourguet (2 218 m)      | Laquet de Coste Oueillère (2 100 m) |
| Lac d'Anglade (2 175 m) | laquet des Guits               | Sapinière de Bastanet               |
| Lac de l'Ours (2 238 m) | Lac du Pé d'Estibère (2 100 m) |                                     |

## Protection environnementale
Le lac fait partie d'une zone naturelle protégée, classée ZNIEFF de type 1 : Réserve du Néouvielle et vallons de Port-Bielh et du Bastan.

## Voies d'accès
Le lac est accessible depuis le lac de l'Oule par le sentier de grande randonnée GR 10 en direction de la cabane de l'Oule.